# Grote steekmug
De grote steekmug (Culiseta annulata), ook bekend als geringde wintersteekmug, is een muggensoort uit de familie van de steekmuggen (Culicidae). De wetenschappelijke naam van de soort is voor het eerst geldig gepubliceerd in 1776 door Schrank.